# Ulysse de Ratti-Menton
 Benoît-Ulysse-Laurent-François de Paule, comte de Ratti-Menton, né le 3 avril 1799 à Porto Rico et mort le 31 décembre 1879 à Blois, est un diplomate français, consul à Canton chargé de négocier en 1842 le traité de commerce entre la France et la Chine.

## Famille
Il est le fils de Charles Adrien, comte de Ratti-Menton et de Françoise de Paule Lenoir de Rouvray.

## Carrière diplomatique
Après le collège de Chartres où en 1819 il reçoit le prix unique de moralité et de bonne conduite, il est, en 1822, élève vice-consul. En 1824, il est nommé attaché au consulat de France à Gênes et devient vice-consul à Arta en 1831, à Tiflis le 15 mai 1833, et à Gibraltar en 1837. Il est consul à Damas en 1839 : un consulat fut créé le 8 juillet 1839 à Damas, où existait auparavant une simple agence consulaire; le premier titulaire fut le comte de Ratti-Menton. Cette création était liée aux activités dans la région de Méhémet Ali et traduisait également l'importance grandissante de la cité. 
En 1840, il fut impliqué dans l'affaire de Damas. Un prêtre franciscain et son domestique disparurent de façon mystérieuse. La communauté juive fut accusée d'un meurtre rituel, et plusieurs de ses membres furent torturés par les autorités égyptiennes de Damas avec le soutien actif de Ratti-Menton. Ils ne furent disculpés qu'après l'intervention auprès du vice-roi Méhémet Ali des autres puissances européennes, en particulier britanniques et autrichiens, et de la communauté juive européenne.
Puis, il est nommé consul de 1re classe à Canton en mission extraordinaire en Chine en 1842-1844 : durant la première moitié du XIXe siècle, la France avait comme unique représentant de ses intérêts en Chine un consul basé à Canton, seul port ouvert au commerce étranger. Sous la pression des chambres de commerce qui voient en la Chine un nouveau marché à explorer et à la suite de la première guerre de l'opium qui débouche sur un traité entre la Chine et l'Angleterre, le roi des Français, Louis-Philippe, décide d'envoyer en octobre 1842 le comte Ulysse de Ratti-Menton, un diplomate expérimenté, afin de négocier un traité de commerce. 
Il est premier agent français officiellement nommé consul à Calcutta en 1846; et consul général à Lima en 1849. Il termine sa carrière en étant consul général à Gênes (1853), puis consul général à La Havane (1855).
Retiré à Blois, il meurt en son domicile, place du château, le 31 décembre 1879.

## Publication
- Rome et l'intérêt français, par le comte de Ratti-Menton, E. Dentu, 1864 - 16 pages

## Distinctions
- Officier de l'Ordre national de la Légion d'honneur
- Officier de l'Ordre des Saints-Maurice-et-Lazare – 1841
- Commandeur de l'ordre équestre  du Saint-Sépulcre de Jérusalem
- Chevalier de l’Ordre de Saint-Grégoire-le-Grand - 1843